# Aïn Draham
Aïn Draham (arabe : عين دراهم  [ʕin drɑhɪm]) est une petite ville du Nord-Ouest de la Tunisie (gouvernorat de Jendouba) située à une vingtaine de kilomètres au sud de Tabarka. Ancien souk, camp militaire et centre d'estivage et de services, elle se présente comme un modeste centre de développement local.
Chef-lieu d'une délégation de 35 400 habitants, la ville accueille une population de 9 659 habitants en 2014.

## Étymologie
Selon plusieurs interprétations (certains disent que la source porte le nom d'une femme appelée Drahem), son nom vient d'une source, appelée « Source d'argent » et qui a desservi le premier camp militaire français,, et évoque les résidus minéraux (plomb) qui flottent en quelques lieux et lui donnent une couleur argentée.

## Géographie
La ville occupe un site perché sur un éperon entre le djebel El Bir (1 014 mètres) et le djebel Fersig (Est-Ouest) et sur une ligne de partage des eaux entre la vallée d'El Atatfa et la vallée El Yafcha (Nord-Sud). Ce sont des formes dues au charriage du flysch numidien.
Cet espace local fait partie d'un milieu bioclimatique humide, avec un record national de pluviométrie (moyenne annuelle de 1 534 millimètres) et une température moyenne annuelle de 15 °C, avec une moyenne journalière de 6,6 °C pour le mois de janvier et de 23,9 °C pour le mois de juillet. La ville se situe dans une clairière au milieu d'une formation végétale méditerranéenne (herbacés, sous-bois et chênes-lièges).

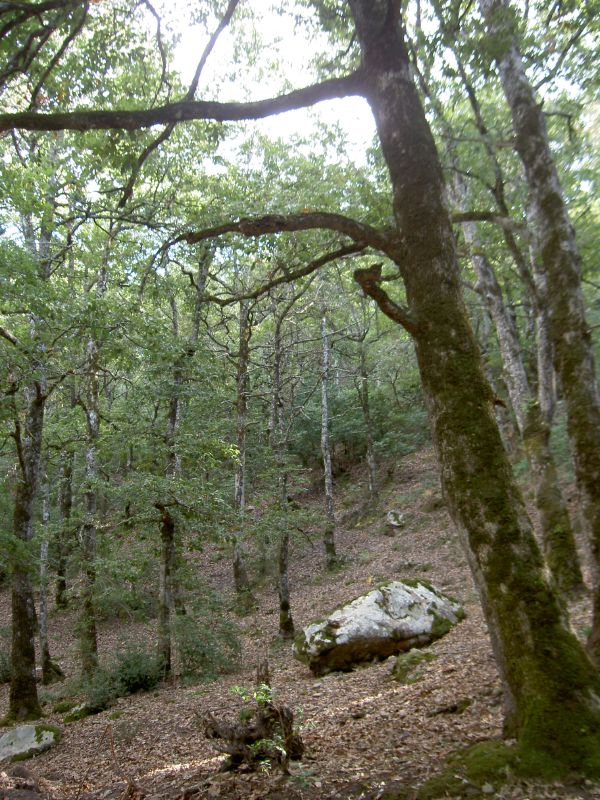
Forêt d'Aïn Draham.
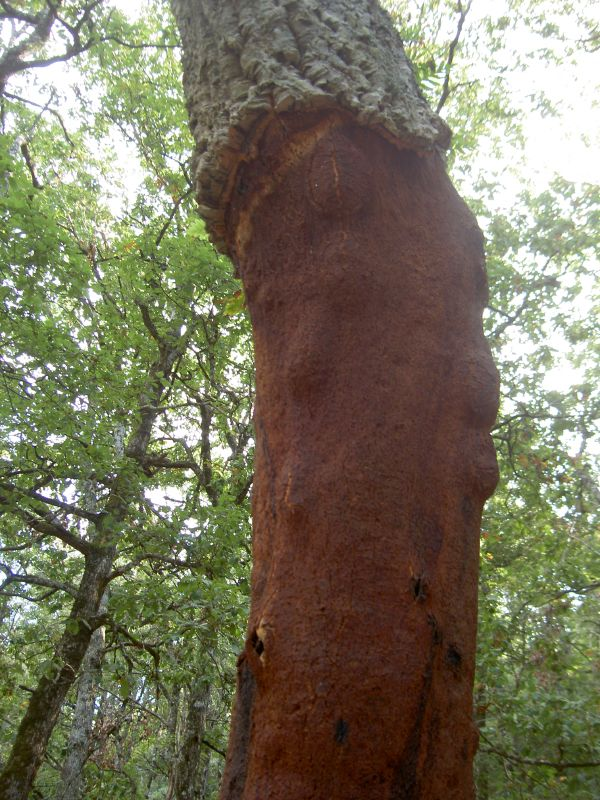
Gros plan sur l'un des chênes-lièges de la forêt d'Aïn Draham.

En hiver, la ville peut être recouverte par la neige, c'est d'ailleurs ici (ainsi qu'à Thala et Makthar) que la neige la plus précoce a été relevée en Tunisie en novembre 1921.
La ville se trouve au centre de la région de la Kroumirie.

## Histoire
Aïn Draham est à l'origine une base militaire française, le troisième choix des troupes après Fernana et Mzaret Essardouk, puis un village de services pour les colons (enseignement, commerce, exploitation forestière, etc.). En 1892, elle figure parmi les premières municipalités mises en place en Tunisie.
En 1930, elle devient une station touristique polyvalente destinée à retenir les colons français (pensions de famille, résidences, tourisme administratif, etc.). La situation forestière de la ville et son patrimoine colonial (architecture, tuiles rouges et artisanat) lui offre des atouts pour le tourisme intérieur : un confort thermique estival, une richesse giboyeuse, notamment en sangliers, des sentiers de randonnée pédestre, équestres ou en VTT, le tourisme vert et sportif et le thermalisme.
À partir de 1982, et à la suite d'un choix purement politique, la ville fait partie d'un projet de tourisme de masse reliant la forêt (Aïn Draham et le col des Ruines) et la mer (station intégrée de Tabarka).